# Zwölferspitze (Alpes de Stubai)
La Zwölferspitze est une montagne qui s’élève à 2 562 m d’altitude dans les Alpes de Stubai, en Autriche.